# Macaiva
Il Macaiva è un traghetto appartenente alla compagnia di navigazione italiana Gestour.

## Caratteristiche
Privo della celata di prua, il traghetto,  al varo Aegilium, è stato costruito appositamente per operare nel piccolo porto di Giglio Porto. I servizi a bordo sono essenziali, essendo stato realizzato esclusivamente per traversate di breve durata. È assente l'ascensore per accedere ai ponti superiori, pertanto la nave non è accessibile a persone con disabilità motoria.
Il traghetto è spinto da due motori diesel GMT da 6 cilindri in grado di erogare ciascuno 927 kW per una potenza complessiva di 1.854 kW,  in grado di permettergli di raggiungere una velocità massima di 14,5 nodi.
È il secondo traghetto a portare il nome Aegilium, dopo l'omonima nave in servizio per la Navigazione Toscana dal 1954 al 1967 ed in seguito trasformata in yacht di lusso.

## Servizio

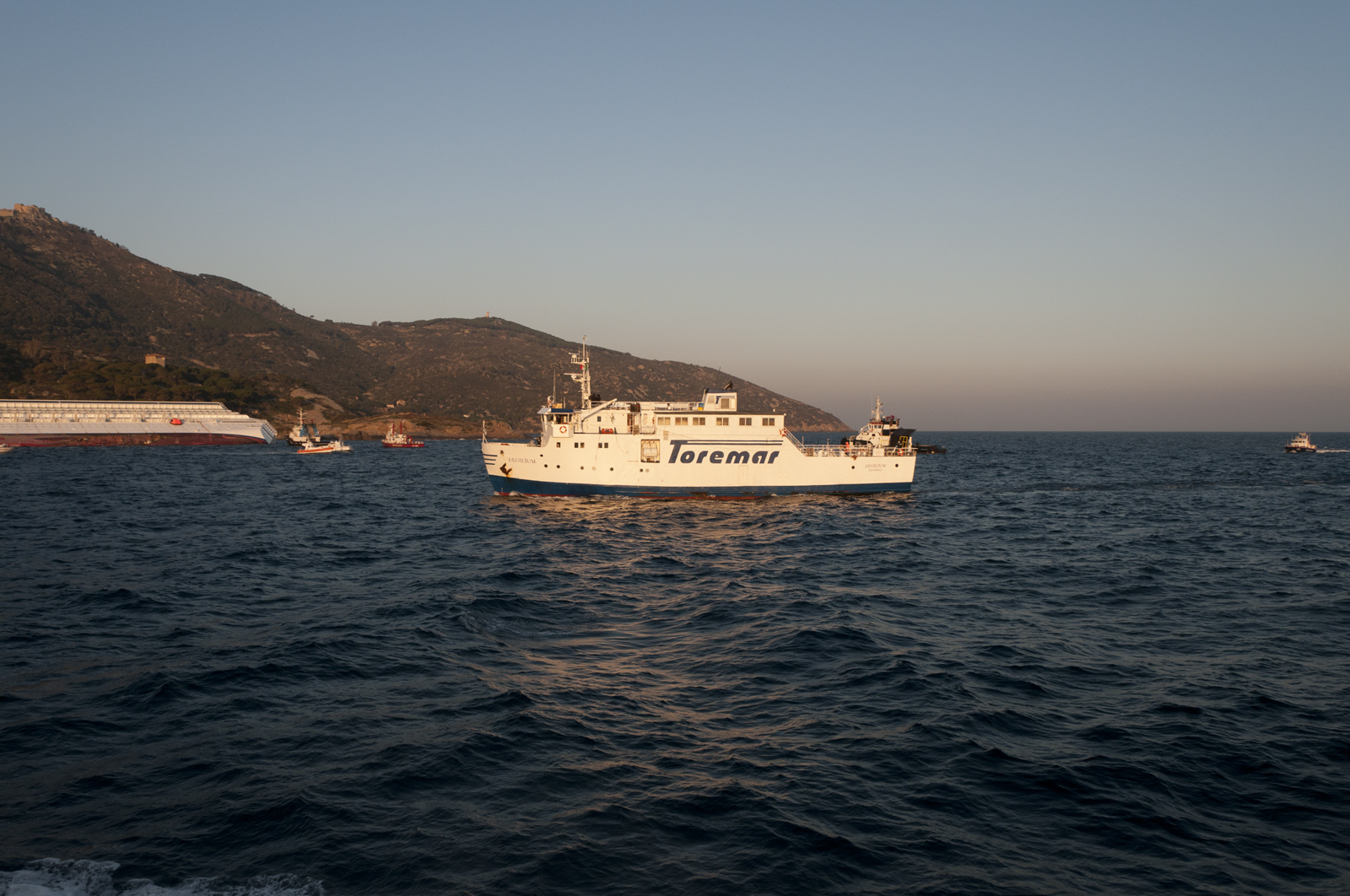
L'Aegilium in arrivo a Giglio Porto il 14 gennaio 2012, durante l'evacuazione dei naufraghi della Costa Concordia.

Varato il 20 giugno 1979 nei Cantieri navali Campanella di Savona con il nome di Aegilium e consegnato il 20 ottobre successivo alla Toremar, prende servizio il 1º dicembre nei collegamenti tra Porto Santo Stefano e Giglio Porto in sostituzione del Rio Marina.
Intorno alla fine degli anni 1980 viene utilizzato per le riprese di uno spot pubblicitario dedicato a un prodotto medicale.
Nella notte tra il 13 e il 14 gennaio 2012 ha preso parte alle operazioni di soccorso durante il naufragio della Costa Concordia. 
Il 16 febbraio 2012 viene disarmato a Porto Santo Stefano, venendo sostituito il giorno dopo dal Giuseppe Rum, noleggiato da Maregiglio. Il 27 marzo salpa per Napoli, dove viene di nuovo disarmato e messo in vendita.
Nel 2013 la viene venduto alla compagnia di navigazione campana Gestour e, ribattezzato Macaiva, prende servizio nei collegamenti tra Pozzuoli, Procida ed Ischia, dove opera tutt'oggi..

## Incidenti
Nel novembre 2016, mentre si trovava nel porto di Pozzuoli, il Macaiva è rimasto coinvolto in una collisione con altri due traghetti, il Tourist Ferry Boat e la Giulia, entrambi di proprietà della compagnia di navigazione Medmar. A seguito del sinistro, ha riportato ingenti danni alla prua..